# Пут око света за 80 дана (филм из 2004)
Пут око света за 80 дана (енгл. Around the World in 80 Days) амерички је акциони авантуристичко-хумористички филм из 2004. године. Темељи се на истоименом роману из 1873. Жила Верна, а римејк је истоименог филма из 1956. године. Главне улоге глуме Џеки Чен, Стив Куган и Сесил де Франс. Радња филма смештена је у деветнаести век и усредсређена је на Филеаса Фога (Куган), поново замишљеног као ексцентрични проналазач, и његове напоре да оплови свет за 80 дана. Током путовања, прати га његов кинески собар Паспарту (Чен). Због хумора, филм је намерно одступио од романа и укључио низ анахроних елемената. Са трошковима продукције од око 110 милиона долара и процењеним маркетиншким трошковима од 30 милиона долара, зарадио је 24 милиона долара на америчким биоскопским благајнама и 72 милиона широм света, што га чини комерцијалним неуспехом.

## Радња
Тврдње ексцентричног проналазача и авантуристе, Филиса Фога се одбацују као неосноване. Једног дана ће да због тога склопити опкладу са лукавим лордом Келвином, управником Краљевске академије наука, да ће успети да обиђе свет за 80 дана, и то користећи различита превозна средства, бродове, возове, балоне, па чак и слонове.

## Улоге
- Џеки Чен као Паспарту / Лау Синг / Тигар бр. 10
- Стив Куган као Филис Фог
- Сесил де Франс као Моник Ларош
- Џим Бродбент као лорд Келвин
- Јуен Бремнер као инспектор Фикс
- Кети Бејтс као краљица Викторија
- Арнолд Шварценегер као принц Хапи
- Ијан Макнис као пуковник Киченер
- Карен Мок као генералка Фанг
- Роџер Хамонд као лорд Роудс
- Дејвид Рајал као лорд Сејлсбери
- Марк Еди као капетан пароброда
- Ричард Брансон као балонџија
- Џон Клиз као проседи наредник
- Вил Форте као млади француски полицајац Боби
- Мејси Греј као успавана Францускиња
- Само Хун као Вонг Феј Хунг
- Роб Шнајдер као скитница из Сан Франциска
- Лук Вилсон као Орвил Рајт
- Овен Вилсон као Вилбур Рајт
- Данијел Ву као Бак Меи
- Роберт Фајф као Жан Мишел
- Адам Гудли као г. Сатон
- Меги Кју као агенткиња
- Фил Мехју као скитница из Лондона
- Микаел Јун као менаџер уметничке галерије
- Френк Корачи као љути пешак
- Дон Таи као Хо / Тогар бр. 9